# جنگل‌های بارانی حاره‌ای هاوایی
جنگل‌های بارانی حاره‌ای هاوایی (انگلیسی: Hawaiian tropical rainforests) بوم‌ناحیه‌ای از نوع جنگل‌های پهن‌برگ مرطوب حاره‌ای و جنب‌حاره‌ای در جزایر هاوایی است. این جنگل‌ها پهنه‌ای به مساحت در پست‌بوم‌های رو به باد و مناطق کوهستانی جزایر هاوایی را در بر می‌گیرند. جنگل‌های معتدله ساحلی در ارتفاع حدود ۳۰۰ متر (۹۸۰ فوت) نسبت به سطح دریا یافت می‌شوند. جنگل‌های مخلوط معتدله نیز در ارتفاع  ۷۵۰ تا ۱٬۲۵۰ متر (۲٬۴۶۰ تا ۴٬۱۰۰ فوت) متری قرار دارند؛ در حالی که جنگل‌های مرطوب در ارتفاع ۱٬۲۵۰ تا ۱٬۷۰۰ متر (۴٬۱۰۰ تا ۵٬۵۸۰ فوت) قرار دارند.